# Pont Mirabeau
Pont Mirabeau (česky Mirabeův most) je silniční most přes řeku Seinu v Paříži. Spojuje 16. obvod na pravém břehu a 15. obvod na levém. Most nese jméno spisovatele, diplomata, novináře a významného politického činitele během Francouzské revoluce, kterým byl Honoré Gabriel Riqueti de Mirabeau (1749–1791).

## Historie
O výstavbě nového mostu rozhodl francouzský prezident Sadi Carnot 12. ledna 1893. Most byl dostavěn v roce 1896. Roku 1975 byl zařazen mezi historické památky.

## Architektura
Autorem mostu je inženýr Paul Rabel. Ocelový most má tři oblouky, které nesou dva zděné pilíře. Hlavní oblouk má rozpětí 93 metry a postranní 32,4 m. Celková délka mostu je 173 m, šířka 20 m (vozovka 12 m a dva chodníky 4 m každý) a výška 15 m. V době svého vzniku byl mostem s nejvyšší palubou nad hladinou Seiny v Paříži.
Oba pilíře jsou z každé strany vyzdobeny alegorickými sochami z bronzu, jichž autorem je Jean-Antoine Injalbert. Na pravém pilíři po proudu je Ville de Paris (Město Paříž) a proti proudu Navigation (Navigace), na levém pilíři jsou sochy Abondance (Hojnost) po proudu a Commerce (Obchod) proti proudu. Na zábradlí uprostřed mostu je znak města Paříže.

## Galerie

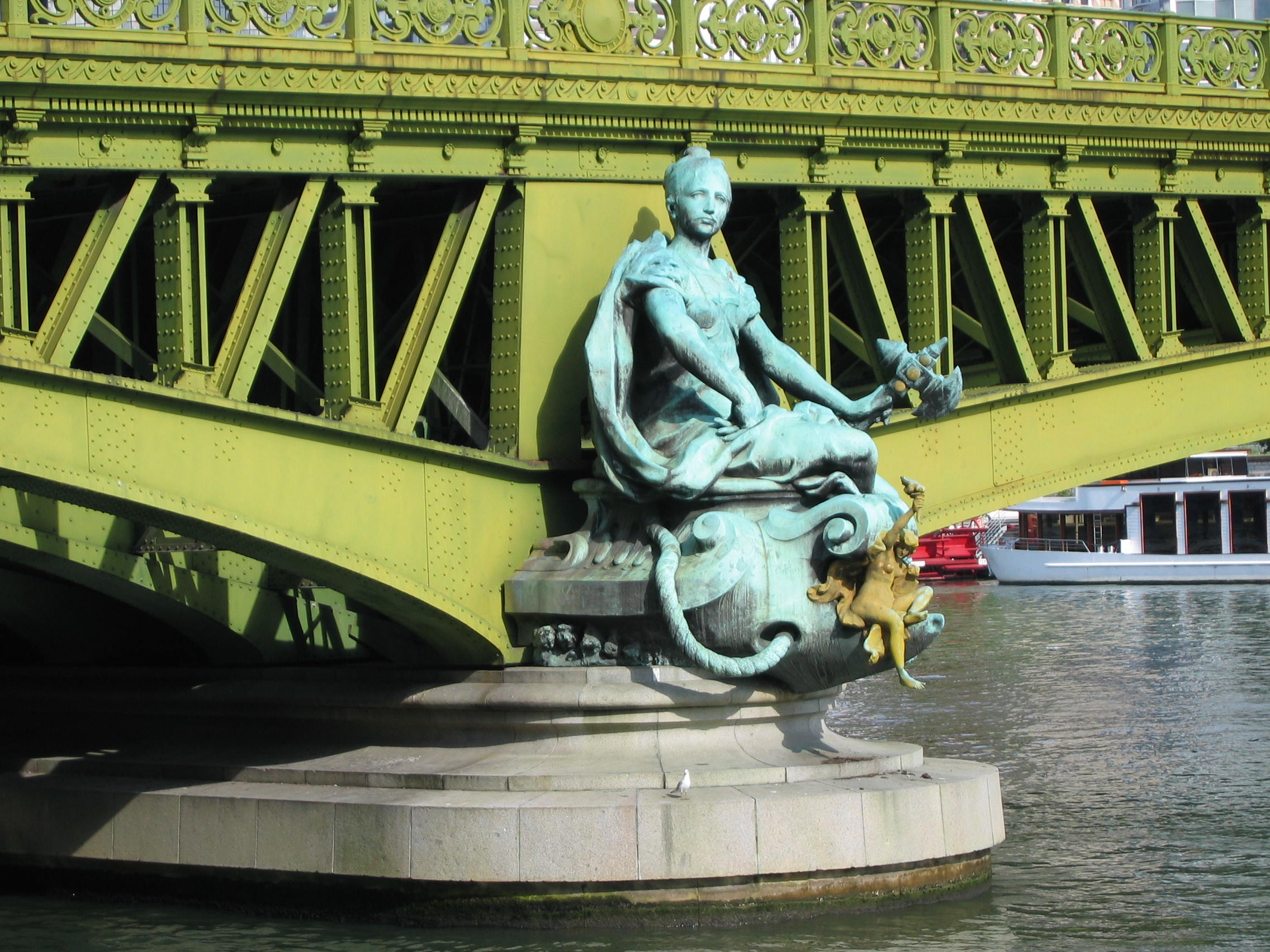
Ville de Paris
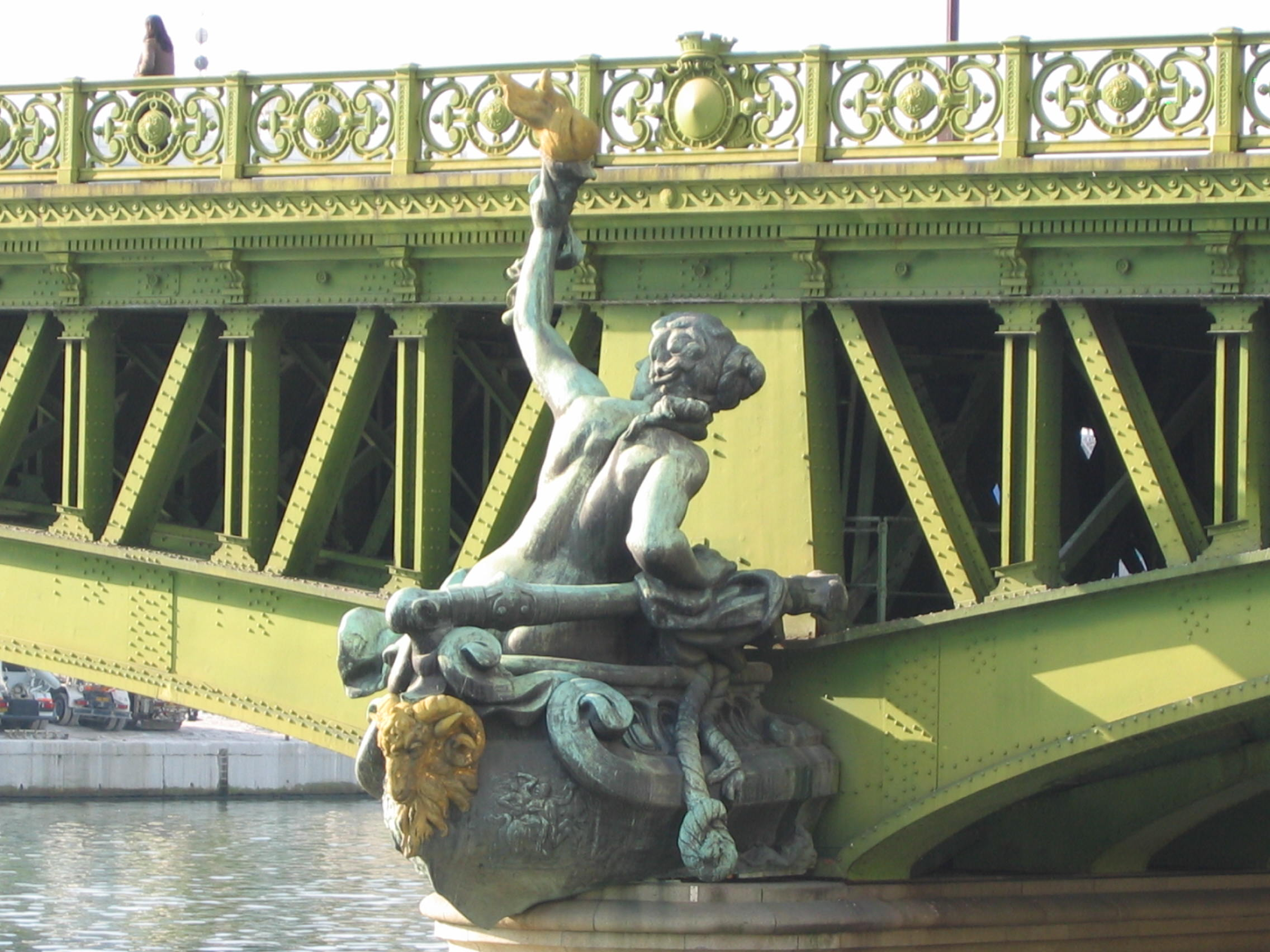
Navigation
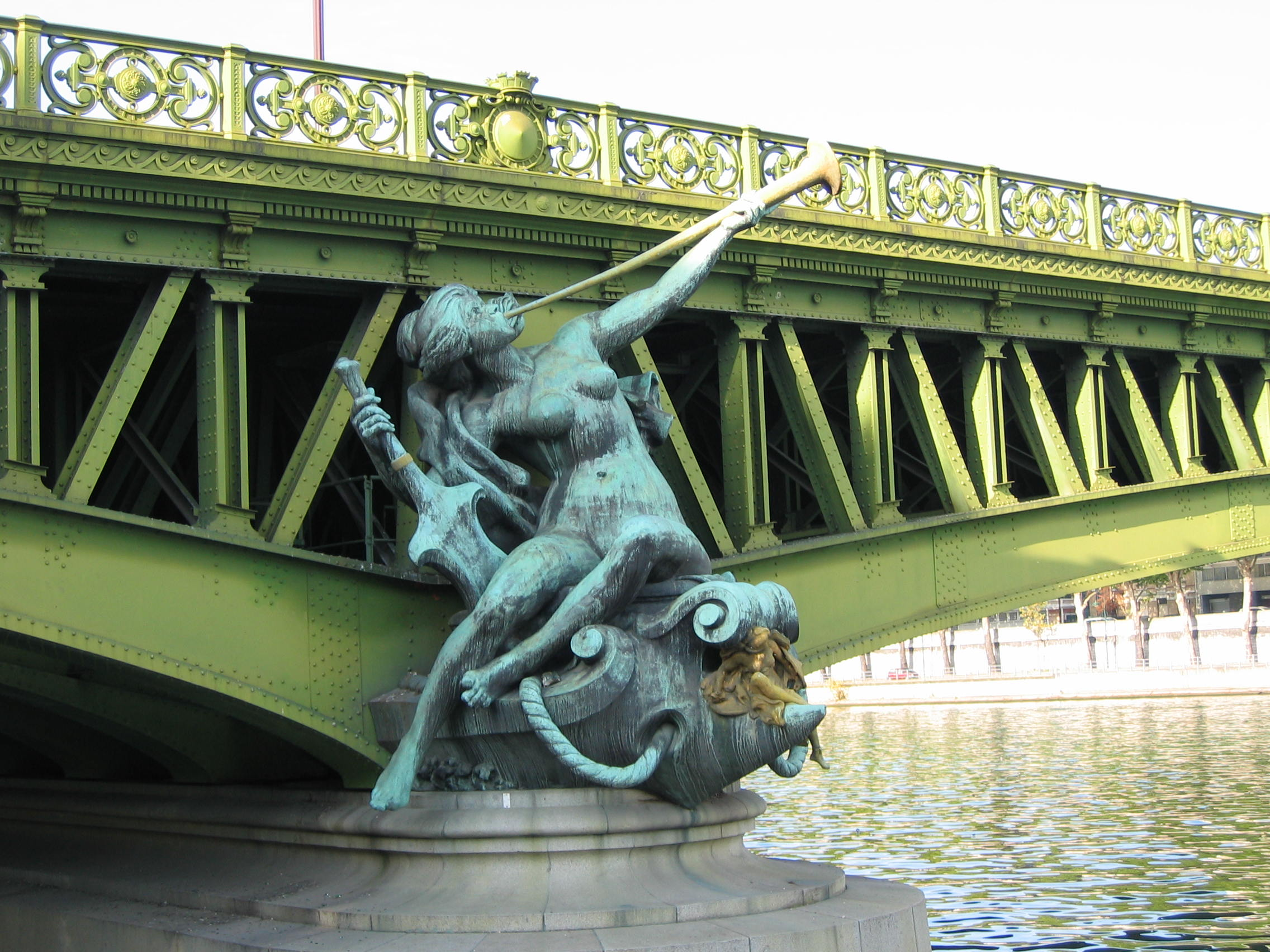
Abondance
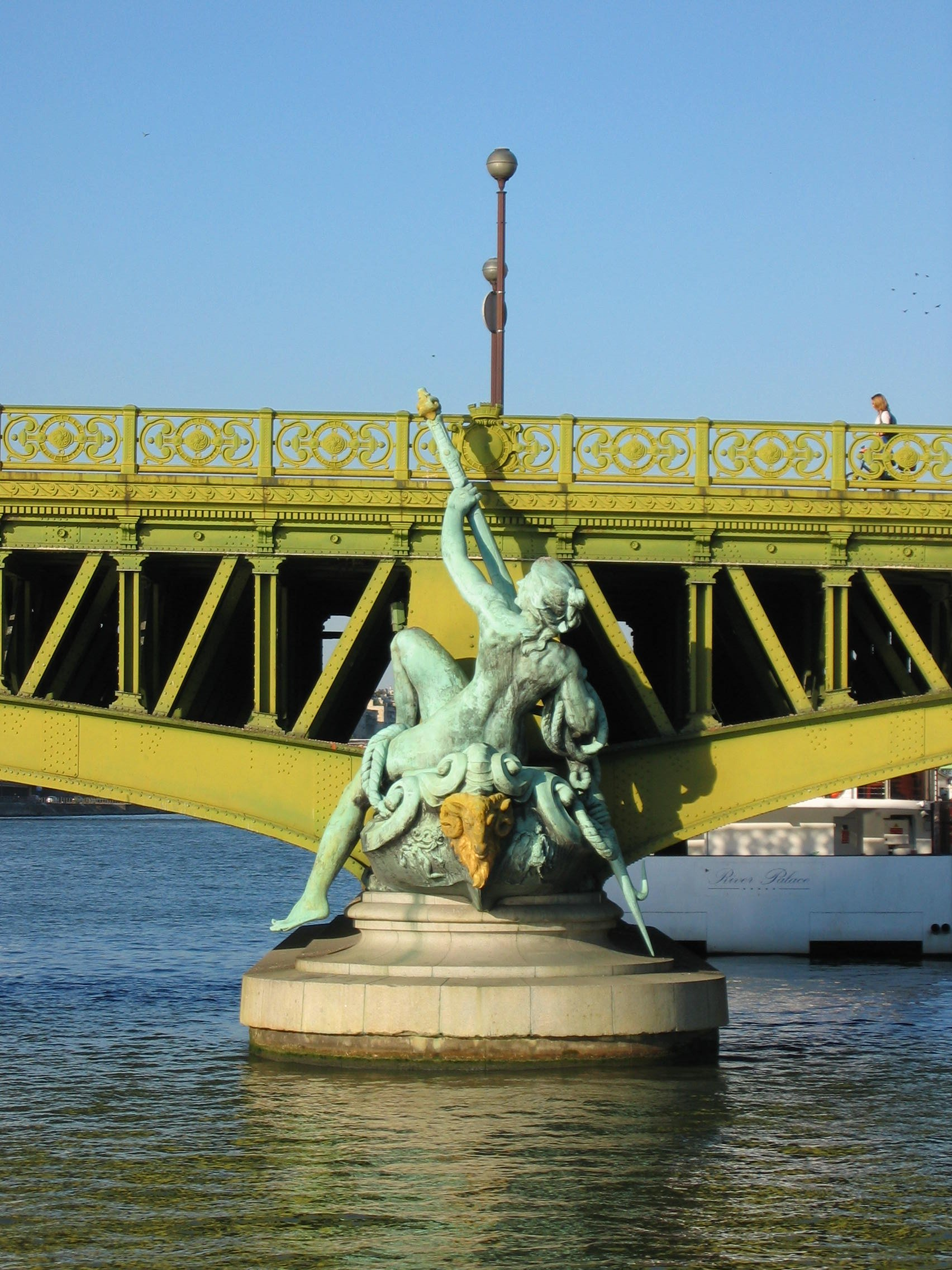
Commerce
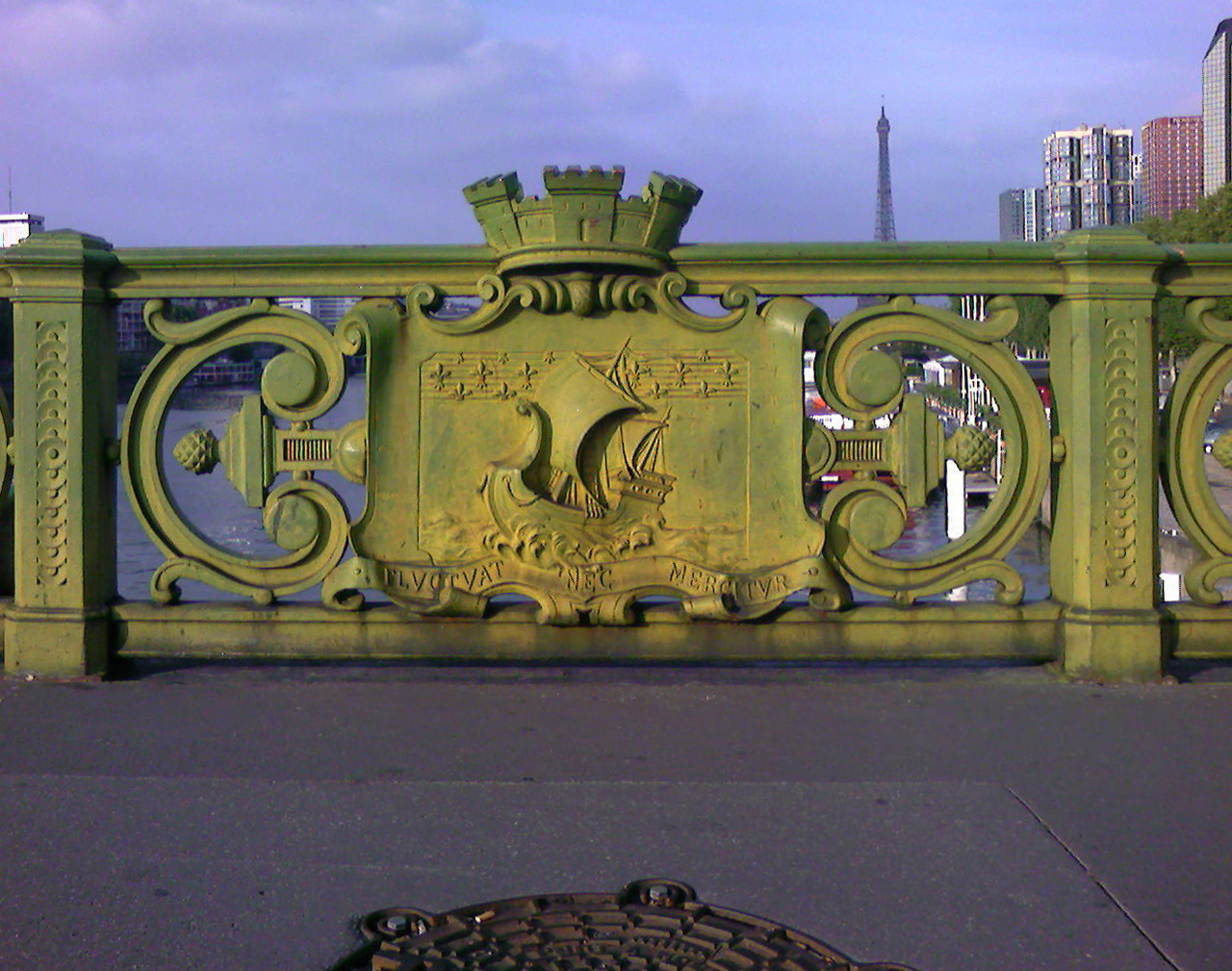
Znak města